# Симбірська губернія
Симбірська губе́рнія (у 1924—1928 рр. Ульяновська губернія) — адміністративна одиниця колишньої Російської імперії.

## Історія
Губернія була утворена 1796 року з Симбірського намісництва. Проіснувала до 1928 року.

## Адміністративний поділ
На 1897 рік складалася із 8 повітів
- Алатирський повіт
- Ардатовський повіт
- Буїнський повіт
- Карсунський повіт
- Курмишський повіт
- Сенгілеєвський повіт
- Симбірський повіт
- Сизранський повіт

У 1920 Курмишський повіт відійшов до Чуваської А0, а Буїнський повіт-до Татарської АРСР.
У 1924 ліквідовано Сенгілеєвський повіт.
У 1925 до Чуваської АО відійшов Алатирський повіт.

## Відомі уродженці
- Карамзін Микола Михайлович — російський історик, авторство його праць викликає сумніви щодо їх об'єктивності.[1]